# Кубинський трогон
Кубинський трогон (Priotelus) — рід кілегрудих птахів родини трогонових (Trogonidae) монотипового ряду трогоноподібних (Trogoniformes). Включає два види. Один з них поширений на Кубі, інший — на Гаїті.

## Види
- Трогон гаїтійський (Priotelus roseigaster)
- Трогон кубинський (Priotelus temnurus)